# Rakborste

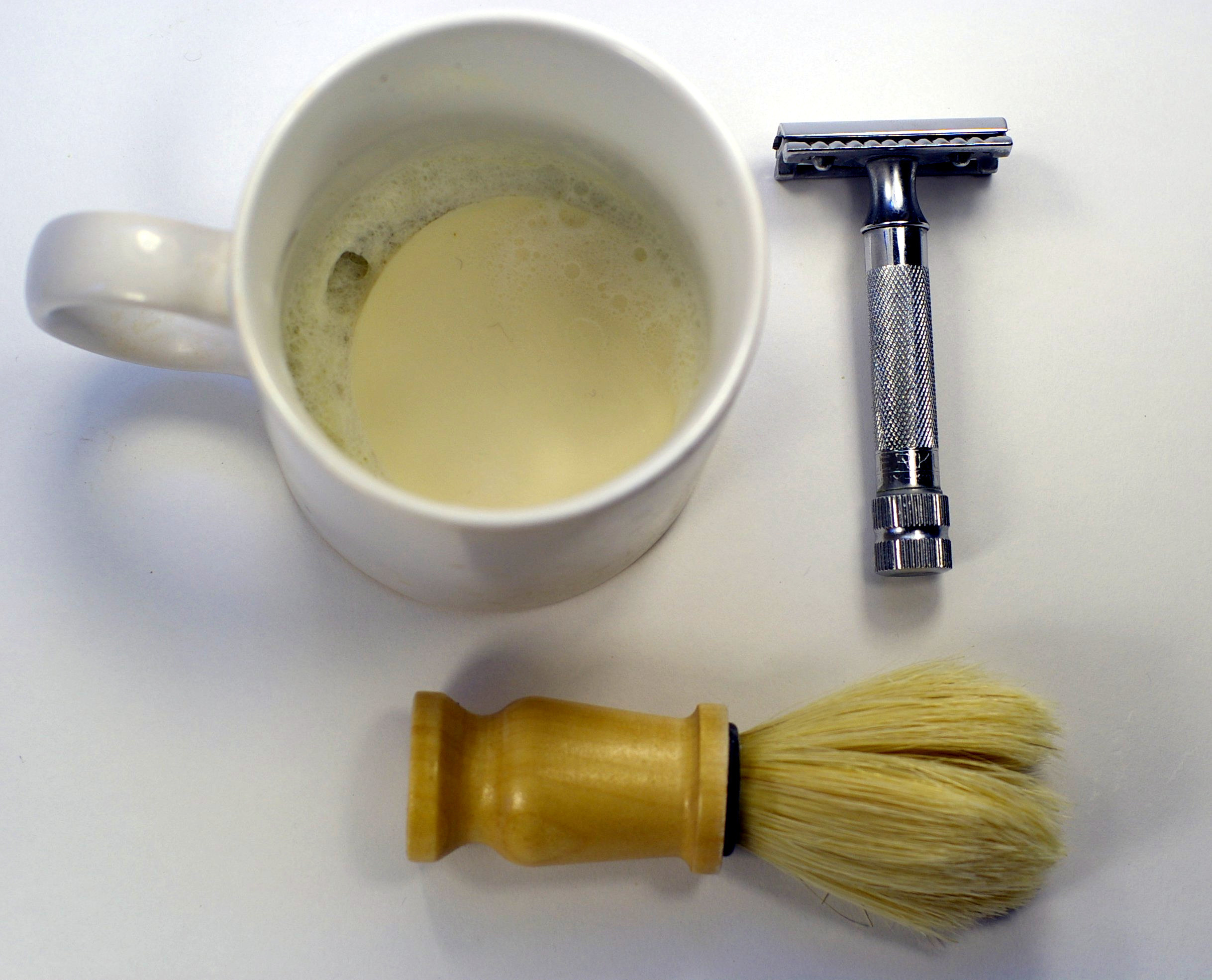
Mugg, rakhyvel och rakborste.

En rakborste är en borste som man använder för att applicera raktvål eller rakkräm på huden inför rakning. En av borstens egenskaper är också att den på ett bra sätt löddrar upp tvål och kräm till ett bra raklödder och ger huden en viss peelingeffekt. Rakborsten förbereder och mjukar upp huden för rakning och lyfter skäggstråna. Den moderna rakborstens historia går tillbaka till 1750-talets Frankrike.
Traditionellt är rakborstar gjorda av hår från grävling. Grävlingshår, till skillnad från många andra pälssorter, attraherar nämligen vatten istället för att repellera det. Vatten är grunden till våtrakning, som namnet antyder. Det finns flera olika sorters grävlingshår som används vid tillverkning av rakborstar. Kvalitén varierar beroende på varifrån på djuret håret är hämtat. Från sidan och benen på grävlingen kommer den vanligaste och sämsta sorten, så kallad "Pure Badger". Från nacken på grävlingen finns den finaste sortens hår av vilket det dyraste rakborsthåret görs, så kallat "Silvertip Badger". Där emellan finns sorterna "Black Badger", "Best Badger" och "Super Badger".
En annan variant är en rakborste med vildsvinshår så kallad "Bristel" som oftast är billigare. Bristelborsten håller inte vatten lika bra och är oftast hårdare; man brukar rekommendera en bristelborste till dem som har problem med inåtväxta skäggstrån eftersom den ger en bättre peelingeffekt – den lyfter ur hårstråna innan de blir infekterade. Bristelborsten används i kombination med hård tvål. 
Flera olika sorters syntetiska rakborstar existerar. De är samtliga gjorda av olika sorters nylon och deras kvalité kan skilja sig kraftigt åt. I början av 00-talet började tillverkare av syntetiska rakborstar hämta inspiration från borstar för smink; först då steg kvalitén till jämförbar med bättre  naturhår. Syntetiska borstar har fördelarna att de torkar snabbare, kräver mindre vatten och lödderprodukt, är hållbarare, inte behöver mjukas upp i vatten före användning samt har en jämnare kvalité. Deras nackdelar är att de inte kan absorbera lika mycket vatten, inte behåller värme lika bra och att inte ens de som har högst kvalité är lika mjuka som de av naturhår kan vara.
Generellt kan man säga att rakborstar med kort borst passar bättre för raktvål och borst av längre hår för rakkräm, men det går bra att använda de flesta rakborstar till både rakkrämer och raktvålar.